# Groschenkabinett, Gulden-, Taler-, Dukatenkabinett

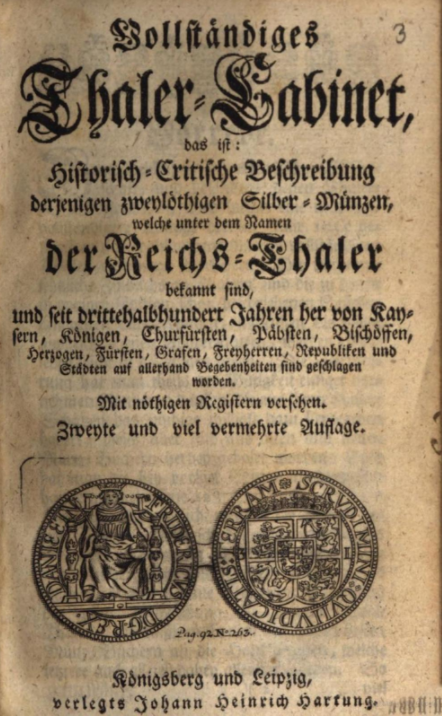
Michael Lilienthals „Vollständiges Thaler-Cabinet“ (Königsberg, Leipzig 1747)

Groschenkabinett, Gulden-, Taler- und Dukatenkabinett sind Titel mehrerer numismatischer Werke des 18. Jahrhunderts, die nur jeweils ein bestimmtes Münznominal behandeln, um Münzliebhaber zum Sammeln gleich großer Gepräge anzuregen. Zu diesen münzkundlichen Veröffentlichungen gehören:
- Michael Lilienthal: Vollständiges Thaler-Cabinet (Königsberg, Leipzig 1735)[5]
- Michael Lilienthal: Vollständiges Thaler-Cabinet (Königsberg, Leipzig 1747) – 2. Auflage[6]
- Johann Friedrich Joachim: Neu eröffnetes Groschen-Cabinet, in 13 Teilen (Leipzig ab 1739)[7]
- Johann Tobias Köhler: Vollständiges Ducaten-Cabinet, zwei Teile (Hannover 1759/60)[8]
- David Samuel Madai: Vollständiges Thaler-Cabinet, 3 Bände (Königsberg 1765/67) nebst Supplementen (1768/74)

Erster Theil, 1765 Digitalisat
Zweyter Theil, 1766 Digitalisat
Dritter Theil, in chronischer und genealogischer Ordnung, 1767 Digitalisat
Erste Fortsetzung, 1768 Digitalisat
Zweyte Fortsetzung 1769 Digitalisat
Dritte Fortsetzung  1774 Digitalisat
- Adolph Christoph Weise: Vollständiges Gulden-Cabinet, 2 Bände (Nürnberg 1780/82)[9]
- J. C. von Soothe: Auserlesenes und höchst ansehnliches Ducatenkabinett (Hamburg 1784)